# Schwarze Reihe (Die Zeit des Nationalsozialismus)
Die Schwarze Reihe  ist eine Buchreihe des Fischer-Verlags, die seit 1988 offiziell unter der Bezeichnung Die Zeit des Nationalsozialismus weiter läuft. Sie wurde seit 1977 von Walter H. Pehle entwickelt, der von 1988 bis 2011 als deren Herausgeber fungierte. Ebenfalls 1988, nach rund 100 Bänden, änderte die bereits etablierte Schwarze Reihe ihren offiziellen Namen. Ihr äußerliches Erscheinungsbild ist in der Regel ein schwarzer Umschlag, weiße, schnörkellose Schrift und ein Dokumentarfoto. Der erste Band der Reihe war das Nürnberger Tagebuch von 1962, eine Dokumentation der Gespräche des amerikanischen Gerichtspsychologen Gustave M. Gilbert mit den angeklagten Kriegsverbrechern. Mit inzwischen mehr als 250 Titeln ist dies die „umfangreichste Buchreihe“ (Raul Hilberg) zur Zeit des Nationalsozialismus. Sie umfasst Erlebnisberichte, Memoiren, wissenschaftliche Monographien und Dokumentationen sowie Sammelbände – stets auf der Höhe der Forschung. Die Schwarze Reihe richtet sich sowohl an ein wissenschaftlich interessiertes als auch breites Publikum. Hierher gehört auch das 1979 publizierte Begleitbuch zur US-Fernsehserie „Holocaust – Die Geschichte der Familie Weiss“.
1990 erschien die umfassende Studie Die Vernichtung der europäischen Juden des amerikanischen Historikers Raul Hilberg als aktualisierte Taschenbuchausgabe in drei Bänden. Sie bildet den thematischen Kern der Schwarzen Reihe, in der Historiker wie Götz Aly, Frank Bajohr, Wolfgang Benz, Włodzimierz Borodziej, Michael Burleigh, Ulrich Herbert, Ernst Klee, Gideon Greif, Dieter Schenk, Gerd R. Ueberschär und Wolfram Wette veröffentlicht haben; auch Wissenschaftler anderer Fachgebiete kommen zu Wort, zum Beispiel der Sozialpsychologe Harald Welzer mit seinem Buch „Täter - Wie aus ganz normalen Menschen Massenmörder werden“.
Seit 1991 gehört eine Subreihe zum Programm, herausgegeben von Wolfgang Benz, der bis 2011 Leiter des Zentrums für Antisemitismusforschung in Berlin war. Unter dem Titel „Lebensbilder, jüdische Erinnerungen und Zeugnisse“ werden darin Berichte von Überlebenden des Nationalsozialismus veröffentlicht.